# Martin Carbe
Martin Carbe (* 26. Februar 1872 in Berlin als Martin Cohn; † 28. April 1933 in Locarno) war ein deutscher Rechtsanwalt.

## Leben
Martin Cohn war der älteste Sohn des jüdischen Verlegers Emil Cohn und Neffe von Rudolf Mosse. Er studierte Rechtswissenschaften in Berlin. 1914 heiratete er die Nichtjüdin Klara Mucks. Gemeinsam hatten sie zwei Söhne, die Deutschland vor 1930 verließen. Am 2. Oktober 1917 änderte Cohn seinen Nachnamen in Carbe, vermutlich im Zusammenhang mit seiner Konversion zum Christentum.
1904 trat er als Leiter der Rechtsabteilung in den Mosse-Konzern ein. 1907 wurde er Generalbevollmächtigter des Verlags und vertrat das Haus Mosse unter anderem:
- als Aufsichtsratsmitglied der Dradag,[5]
- im Verein deutscher Zeitungsverleger, dessen Vorstandsmitglied er bis 1929 war,
- von 1918 bis 1930 im Verband der Fachpresse Deutschlands, dem späteren Reichsverband Deutscher Zeitschriften-Verleger,
- und leitete zeitweise die Vereinigung großstädtischer Zeitungsverleger in Berlin.[6]

Als Rudolf Mosse 1920 starb, arbeitete er dessen Nachfolger Hans Lachmann-Mosse in das Verlagsgeschäft ein. Martin Carbe war promovierter Jurist, galt als besonnen, fähig und umsichtig; vor allen Dingen aber habe er, verschiedenen Aussagen zufolge, „im Geist des alten Mosse“ gewirkt. 1922 führte er den Rudolf-Mosse-Code ein, mit welchem im internationalen telegraphischen Handelsverkehr Nachrichten standardisiert und kostengünstig übertragen werden konnten.
Ab 1925 geriet er zunehmend in Konflikt mit Hans Lachmann-Mosse sowie mit dem Chefredakteur des Berliner Tageblatts Theodor Wolff. Im Gegensatz zu Rudolf Mosse, zu dessen Lebzeiten strikt auf journalistische Unparteilichkeit und Neutralität geachtet wurde, setzte Wolff in allen Mosse-Zeitungen eine verstärkte Politisierung durch. Carbe sah eine Existenzgefährdung des Verlags voraus, weil mit der einseitigen parteiischen Positionierung erhebliche Rückgänge der Auflagen und somit eine Verringerung der Annoncen-Expeditionen verbunden waren. Tatsächlich musste der Konzern spätestens ab 1927 bei allen seinen Publikationen immense Umsatzeinbrüche verzeichnen. Permanent forderte Carbe Korrekturen. Wolff, dem jegliches betriebswirtschaftliches Verständnis fehlte, ließ sich jedoch von seiner publizistischen Politik nicht abhalten – und Lachmann-Mosse versuchte die Verluste mit Immobiliengeschäften und Fremdkapital auszugleichen, was Carbe ebenfalls als Fehler erachtete.
Als erster Gläubiger gab im November 1927 die Deutsche Bank ihre Mehrheitsbeteiligung an der Rudolf Mosse OHG ab. Im Frühjahr 1928 wies die Hausbank des Verlags auf eine bevorstehende Zahlungsunfähigkeit hin, was die Geschäftsleitung jedoch ignorierte. Carbe empfahl die Eröffnung eines geordneten Insolvenzverfahrens. Damit hätten zu diesem Zeitpunkt zumindest Teile des Mosse-Konzerns gerettet werden können. Mit Beginn der Weltwirtschaftskrise 1929 wurde dies unmöglich. Der Verlag nahm immer weiter Kredite in Millionenhöhe auf, was juristisch nichts anderes als eine Insolvenzverschleppung darstellte. Carbe wies unnachgiebig, aber erfolglos auf die wirtschaftlichen und auch strafrechtlichen Folgen hin. Zunehmend geriet er in einen Gewissenskonflikt. Einerseits war er familiär mit dem Verlag eng verbunden, anderseits lehnte er als Prokurist die Übernahme der Verantwortung für den ökonomisch unausweichlichen Zusammenbruch des Mosse-Konzerns ab.
Carbe fand keinen anderen Ausweg, als das Unternehmen zu verlassen. Im Dezember 1930 wechselte er zum Ullstein Verlag, dem Hauptkonkurrenten der Rudolf Mosse OHG. In der gesamten Berliner Presselandschaft stellte dieser Schritt ein viel diskutiertes Ereignis dar. Insbesondere rechtsgerichtete Medien schossen sich auf Carbe ein und verunglimpften ihn als „typischen Juden“, der stets Schaden anrichten würde, aber für die Folgen nicht gerade stehen wolle. Dies gipfelte in einem Eintrag im antijüdischen „Semi-Kürschner-Lexikon“, wonach Martin Carbe (Cohn) als Pate für das antisemitische Spottlied „Der kleine Cohn“ gestanden habe.
Martin Carbe, der immer loyal zum Mosse-Verlag stand, war sich der Signalwirkung seiner Kündigung bewusst. Die gesamten Umstände nebst der Arbeitsatmosphäre bei Ullstein behagten ihm nicht. Rudolf Olden, Kurt Tucholsky und Ernst Feder beschrieben ihn als „vollkommen gebrochenen Mann“. Wenig später nahm er sich bei einer Dienstreise im Frühjahr 1933 in einem Hotel in Locarno das Leben. Seine Witwe wählte 1947 in Berlin ebenfalls den Freitod.